# Grigorij Nikitič Vakulenčuk
Grigorij Nikitič Vakulenčuk (Velykyj Korovynci, 1877 – Odessa, 27 giugno 1905) è stato un marinaio ucraino.

## Biografia
Nato da una famiglia contadina ucraina, nel 1898 iniziò a prestare servizio nella flotta del Mar Nero. Due anni più tardi venne imbarcato sulla nave da battaglia Potëmkin. Negli anni trascorsi a Sebastopoli si avvicinò agli ambienti rivoluzionari frequentando incontri ed assemblee.
Nell'estate del 1905 la situazione all'interno degli equipaggi della flotta del Mar Nero era sul punto di esplodere. Gli ufficiali più preparati e i marinai migliori erano infatti stati mandati nel Pacifico a combattere contro i giapponesi. La notizia della sconfitta a Tsushima non aveva fatto altro che esasperare ancora di più gli animi.
Il 27 giugno 1905, mentre la Potëmkin era alla fonda al largo dell'isola di Tendra, in attesa di essere raggiunta dal resto della flotta per prendere parte ad una esercitazione, un gruppo di marinai si rifiutò di mangiare un boršč preparato con carne infestata dai vermi. Quando il primo ufficiale Ippolit Giliarovskij minacciò di far fucilare i rivoltosi Vakulenčuk, che era favorevole ad un boicottaggio del cibo piuttosto che ad un ammutinamento vero e proprio, si lanciò per primo contro gli ufficiali temendo per la vita dei suoi compagni. Il marinaio sparò quindi contro Giliarovskij colpendo però il tenente Neupokoev, che in quel momento si trovava accanto al primo ufficiale. Giliarovskij rispose allora al fuoco ferendo Vakulenčuk al petto. Nonostante la ferita, il marinaio riuscì a strappare il fucile dalle mani di Giliarovskij prima di essere colpito alle spalle da un altro ufficiale. Lo scontro tra i due fece precipitare la situazione a bordo della Potëmkin. In pochi istanti scoppiò uno scontro a fuoco che vide gli insorti uccidere nove ufficiali, tra cui il capitano Golikov, e prendere il possesso della nave. Durante la sparatoria Vakulenčuk era caduto in mare durante gli scontri ed era stato recuperato dai suoi compagni e portato in infermeria dove spirò. Una volta impossessatisi della Potëmkin, gli insorti istituirono una commissione che mise alla testa dell'ammutinamento Afanasij Matjušenko, un marinaio amico di Vakulenčuk. La nave, dove era stata issata la bandiera rossa, fece quindi rotta verso Odessa, dove gli ammutinati puntavano ad unirsi agli operai scesi in sciopero.
Due giorni dopo il corpo di Vakulenčuk venne sbarcato nel porto di Odessa. Sulla salma i suoi commilitoni avevano apposto un cartello con scritto Davanti a te giace il corpo del marinaio assassinato Grigorij Vakulenčuk, l'ufficiale anziano della corazzata "Principe Potemkin-Tavričeskij" ucciso perché ha detto che il boršč non è buono. Vendichiamoci dei succhiasangue! Morte agli oppressori, viva la libertà. L'arrivo della Potëmkin ad Odessa scatenò una serie di violenti scontri tra i manifestanti e le forze dell'ordine che si distinsero per una brutale repressione che causò centinaia di vittime.
La salma di Vakulenčuk venne poi tumulata nel cimitero di Odessa.

## Nella cultura di massa

### Filmografia
La figura di Vakulenčuk, interpretato dall'attore russo Aleksandr Antonov, sono stati immortalati dal celeberrimo film di Sergej Michajlovič Ėjzenštejn del 1925 La corazzata Potëmkin.